# Cowichan River Provincial Park
Der Cowichan River Provincial Park ist ein etwa 1.414 Hektar großer Provincial Park in der kanadischen Provinz British Columbia. Er liegt etwa 20 Kilometer westlich von Duncan und ist über den Highway 18 zu erreichen. Der Park liegt im Cowichan Valley Regional District.

## Anlage
Der Park zieht sich entlang des Ufers des Cowichan River. An manchen Stellen liegt der Park am nördlichen Ufer, an anderen Stellen am südlichen Ufer und an wieder anderen Stellen an beiden Ufern des Flusses. Der Park ist stellenweise nur sehr schmal. Dafür zieht er sich in Ost-West-Richtung über etwa 20 km in die Länge und besteht aus mehreren Teilen. Diese Teile sind stellenweise nur durch eine Straße getrennt. Die beiden am weitesten im Osten und Westen gelegenen Teile des Parks sind jedoch räumlich etwas weiter von den mehr oder weniger zusammenhängenden Parkteilen abgesetzt.
Bei dem Park handelt es sich um ein Schutzgebiet der Kategorie II (Nationalpark).

## Geschichte
Der Park wurde im Jahr 1995 eingerichtet. Im Laufe der Zeit wurden mehrmals sowohl seine Größe wie auch sein Schutzstatus geändert. Bei seiner Gründung hatte er eine Größe von 741,5 ha. Zuletzt wurden seine Grenzen im Jahr 2004 verändert. Er wuchs dabei von 753 ha auf aktuell 1.414 ha.

## Flora und Fauna
Das Ökosystem von British Columbia wird mit dem Biogeoclimatic Ecological Classification (BEC) Zoning System in verschiedene biogeoklimatischen Zonen eingeteilt. Biogeoklimatische Zonen zeichnen sich durch ein grundsätzlich identisches oder sehr ähnliches Klima sowie gleiche oder sehr ähnliche biologische und geologische Voraussetzungen aus. Daraus resultiert in den jeweiligen Zonen dann auch ein sehr ähnlicher Bestand an Pflanzen und Tieren. Innerhalb dieser Systematik wird der Park, ebenso wie die umliegenden Parks, der Eastern Very Dry Maritime Subzone der Coastal Douglas-fir Zone (CWHxm1) zugeordnet.
Im Parkgebiet wachsen, nach intensiver forstwirtschaftlicher Nutzung, hauptsächlich Westamerikanische Hemlocktannen und Douglasien, sowie in der Nähe der Skutz Falls auch die Oregon-Eiche. Der Wald hat einen Unterwuchs aus Schwertfarnen und Heidekrautgewächsen. Außerdem wachsen dort auch Frühlings-Nabelnüsschen sowie Zahnlilien.
Im Park und angrenzenden Gebiet leben zahlreiche kleinere und größere Säugetierarten, wie Wapitis (Cervus elaphus roosevelti, Roosevelt-Wapiti) oder Columbia-Schwarzwedelhirsche, Waschbären und Rothörnchen. Im Hinterland leben aber auch Schwarzbären, Wölfe, Pumas und Vielfraße.
Im Cowichan River finden sich Silberlachs, Königslachs, Ketalachs, Cutthroat-Forelle sowie Regenbogenforelle und Steelheadforelle.

## Aktivitäten
Der Park wird durch die Bewohner der Region häufig aufgesucht. Viele Paddler und Radfahrer nutzen den Park. Auch Wanderer nutzen den Park, besonders da er vom Trans Canada Trail durchquert wird, der hier einer stillgelegten Eisenbahnstrecke folgt. Weiterhin ist der Park bei Anglern beliebt. Im westlichen Teil des Parks, an den Skutz Falls, findet sich eine Fischtreppe.
Der Park ist das ganze Jahr über geöffnet. Er hat 43 (teilweise reservierbare) Stellplätze für Wohnmobile und Zelte, von denen einige auch im Winter genutzt werden dürfen. Der Park verfügt nur über einfachste Sanitäranlagen (Plumpsklos). Neben den Stellplätzen für Wohnmobile und Zelte findet sich im Park auch einen Gruppenzeltplatz.

## Benachbarte Parks
Die nächstgelegenen Provincial Parks sind in Richtung Westen der Gordon Bay Provincial Park und in Richtung Osten der Bright Angel Provincial Park. Nördlich liegt der Chemainus River Provincial Park.